# 植木誠
植木 誠（うえき まこと、1977年4月13日 - ）は、日本の声優、俳優。
大分県別府市出身。血液型A型。身長178cm。体重63kg。趣味は釣り。好きなお菓子はじゃがりこ。

## 略歴
演劇集団イヌッコロに所属していた。総合学園ヒューマンアカデミーの講師も務めた。その後、九州大谷短期大学表現学科演劇放送フィールドの専任講師となり、同学科の准教授となる。

## 出演
太字はメインキャラクター。

### テレビアニメ
1996年
- るろうに剣心 -明治剣客浪漫譚-（兵士）

1997年
- ケロケロちゃいむ（ディオ）

1999年
- こちら葛飾区亀有公園前派出所（本田門樹〈初代〉）
- 超発明BOYカニパン（キルシュ）
- ビーストウォーズネオ 超生命体トランスフォーマー（コラーダ[7]）
- メダロット（ロボロボ団員）

2000年
- ビックリマン2000（来兎・弟）

2001年
- テニスの王子様（桜井雅也、林大介、鈴木、若年時の越前南次郎 他）

2002年
- 満月をさがして（笠井、長谷川、ビンセント 他）
- ホイッスル!（若菜結人）

2003年
- DEAR BOYS（角松聡）

2004年
- 愛してるぜベイベ★★（田端芯、ゆずゆのパパ）
- Get Ride! アムドライバー（研修生、部下、兵士）
- ジパング（榎本一志）
- 陸奥圓明流外伝 修羅の刻（隠密）

2005年
- おねがいマイメロディ（菊地大輔）
- 銀牙伝説WEED（佐助、ノース）

2011年
- うたの☆プリンスさまっ♪ マジLOVE1000%（神宮寺誠一郎）

2013年
- うたの☆プリンスさまっ♪ マジLOVE2000%（神宮寺誠一郎）

### OVA
1999年
- るろうに剣心 -明治剣客浪漫譚- 追憶編（志士）

2001年
- 時空異邦人KYOKO ちょこらにおまかせ（神氷月）

2005年
- カクレンボ（ヤイマオ）

### 劇場アニメ
1997年
- るろうに剣心 -明治剣客浪漫譚- 維新志士への鎮魂歌

2005年
- 劇場版 テニスの王子様 跡部からの贈り物 君に捧げるテニプリ祭り（桜井雅也）

### ゲーム
- テニスの王子様シリーズ（桜井雅也、林大介）

1998年
- ブレイヴフェンサー 武蔵伝（騎士ラード[8]、ルーズ[8]）

2002年
- 帰ってきたサイボーグクロちゃん（クラッシャー・ニトロ）
- キャプテン翼〜黄金世代の挑戦〜（火野竜馬）

2004年
- エトワールの方程式（五十嵐健太）

2005年
- NANA（寺島伸夫）

2006年
- 転生學園月光録（九条家・使者）

2007年
- 四八（仮） -SHIJU HACHI-
- ふるふるぱーく

2008年
- 北斗の拳 〜北斗神拳伝承者の道〜（レイ）

2009年
- サンデーVSマガジン 集結!頂上大決戦

2011年
- 久遠の絆 再臨詔 フルボイス版（杵築悠利、賀茂光栄[9]）

### ドラマCD
2004年
- 久遠の絆 平安編（賀茂光栄）

### ラジオ
- デジタルボイスステーション 三重野瞳の食う寝るしゃべる！（2003年3月30日、ゲスト出演）
- 美佳子@ぱよぱよ（2003年9月12日、ゲスト出演）
- テニスの王子様 オン・ザ・レイディオ（2004年11月、ゲスト出演）
- 恋ギグRADIO（音泉）

ラジオドラマ
- SLAVE METAL シリーズ（デイブ ガルシア）

### 舞台
- 「劇団上海ジェット」各作品
- 最後のゲーム（兵士役）
- フェアウェル（柳田晃一役）
- リア〜ドラッグクイーン〜（エドマンド役）
- ミュージカル 発明BOYカニパン（1998年、パスタ役）
- こちら葛飾区亀有公園前派出所（1999年、警官役）
- センチメンタル・ハニーポット（2006年、ロックンロール★オーケストラ旗揚げ公演：栗山役）
- リバースヒストリカ（2007年）
- BARAGA鬼-ki（2009年、Z団第7回公演：原田左之助役）
- オタッカーズ・ハイ（2010年、イヌッコロ第1回公演）
- 苦闘のラブリーロバー（2010年、イヌッコロ第2回公演）
- ギャング・アワー（2011年、イヌッコロ第3公演）
- かげきなデイリープレイス（2024年、イヌッコロ第15回本公演）[10]